# Piotr Łuczkiewicz
Piotr Łuczkiewicz – polski ortopeda, nauczyciel akademicki, prof. dr hab. nauk medycznych, kierownik II Kliniki Ortopedii i Traumatologii Narządu Ruchu Wydziału Lekarskiego Gdańskiego Uniwersytetu Medycznego i konsultant naukowy Uniwersyteckiego Centrum Klinicznego w Gdańsku.

## Życiorys
W 1996 ukończył studia medyczne w Akademii Medycznej w Gdańsku, natomiast 13 marca 2003 obronił pracę doktorską Zastosowanie odbarczenia z tylną stabilizacją i przednim międzytrzonowym usztywnieniem w operacyjnym leczeniu stenozy kanału kręgowego w przebiegu choroby zwyrodnieniowej kręgosłupa lędźwiowego, 20 września 2018 habilitował się na podstawie pracy zatytułowanej Wpływ zmian geometrii wybranych struktur anatomicznych stawu kolanowego na zmianę położenia łąkotek. Uzyskał specjalizację w zakresie ortopedii i traumatologii narządu ruchu.
W 1997 podjął pracę w Klinice Ortopedii Wojewódzkiego Szpitala Zespolonego w Gdańsku. W latach 1999–2010 asystent w Klinice Ortopedii Akademii Medycznej w Gdańsku, W 2010 zatrudniony w Uniwersyteckim Centrum Klinicznym w Gdańsku na stanowisku konsultanta a następnie ordynatora Kliniki Ortopedii. Konsultant Pomorskiego Centrum Reumatologicznego w Sopocie. Od 2019 Kierownik II Kliniki Ortopedii Gdańskiego Uniwersytetu Medycznego.